# Darwinia (plante)
Genre
Classification phylogénétique
Darwinia est un genre de plantes à fleurs de la famille des Myrtaceae. Il compte environ 70 espèces d'arbustes à feuillage persistant, endémiques au sud-est et au sud-ouest de l'Australie. La majorité des espèces est originaire du sud de l'Australie-Occidentale, mais quelques espèces poussent en Australie-Méridionale, en Nouvelle-Galles du Sud et au Victoria. Le genre a été nommé en l'honneur d'Erasmus Darwin, grand-père de Charles Darwin. 
Les espèces de Darwinia peuvent atteindre entre 20-300 cm de haut, avec bon nombre d'espèces rampantes. Les feuilles sont opposées, décussées, simples, petites, lancéolées à ovales, de 4 à 20 mm de long et 2 à 10 mm de large, pour la plupart avec une texture du cuir. Les fleurs sont simples ou groupées, de 2 à 30 mm de long, avec cinq pétales rouges, blanches ou verdâtres et dix étamines. 
Ils sont difficiles à propager à partir de graines, mais peut être cultivée à partir de boutures. 
Beaucoup d'espèces dans le genre Darwinia sont menacées d'extinction, sont classés «en danger ou vulnérable sur la Liste nationale australienne des plantes menacées. Le défrichement des terres et les pratiques de pâturage ont réduit les zones où les espèces Darwinia poussent naturellement. La récupération est entravée par la sécheresse, les changements des régimes de feu et la susceptibilité à l'infection par l'oomycète Phytophthora cinnamomi qui tue les plantes. 
Des hybrides naturels sont connus parmi les Darwinias, par exemple entre D. fascicularis et D. glaucophylla dans les zones où ces espèces se retrouvent ensemble. 

## Liste des espèces
- Darwinia acerosa
- Darwinia apiculata
- Darwinia biflora
- Darwinia briggsiae
- Darwinia camptostylis
- Darwinia carnea
- Darwinia chapmaniana
- Darwinia citriodora
- Darwinia collina
- Darwinia diosmoides
- Darwinia diminuta
- Darwinia fascicularis
- Darwinia ferricola
- Darwinia foetida
- Darwinia glaucophylla
- Darwinia grandiflora
- Darwinia homoranthoides
- Darwinia hypericifolia
- Darwinia leiostyla
- Darwinia leptantha
- Darwinia macrostegia
- Darwinia masonii
- Darwinia meeboldii
- Darwinia neildiana
- Darwinia nubigena
- Darwinia oxylepis
- Darwinia peduncularis
- Darwinia polychroma
- Darwinia procera
- Darwinia purpurea
- Darwinia squarrosa
- Darwinia taxifolia
- Darwinia thymoides
- Darwinia vestita
- Darwinia virescens
- Darwinia whicherensis
- Darwinia wittweror